# 李安期
李安期（生年不詳—670年代），字不詳，定州安平人，李百藥之子。唐朝官员，乾封时，授同東西台三品（实质宰相）。
生卒年不詳。幼聰慧，七歲能屬文。隋代大業末年，父百藥貶桂州，行至太湖，遇盜匪，要殺害百藥。李安期跪泣請代，盜匪被感動，於是釋放之。唐代貞觀初年，累轉符璽郎。預修《晉書》成，除主客員外郎，歷任祠部郎中、中書舍人、黃門侍郎、司列少常伯、參知國事。乾封二年（667年）任检校東臺侍郎、同東西台三品，同年，出为荊州大都督府長史。
約卒於唐高宗咸亨初年。有《李安期集》傳世。